# 國家海軍
國家海軍（德語：Reichsmarine）是指1919年至1935年3月16日期間威瑪國防軍的海軍，之後阿道夫·希特勒將其改名為「戰爭海軍」。
第一次世界大戰結束後，原有的德意志帝國軍事單位大多已解體，其殘餘的部隊轉而從屬於新生的共和國下，並受到戰勝國制定的《凡爾賽條約》限制。1919年3月6日，共和國憲法通過成立「臨時國防軍」（Vorläufige Reichswehr），包括「臨時國家陸軍」（Vorläufige Reichsheer）與「臨時國家海軍」（Vorläufige Reichsmarine），而到了1921年3月23日，「國家海軍」成了新海軍的正式名稱。
由於《凡爾賽條約》的規範，「國家海軍」的發展極為受限，但因為軍方和民間企業合作，暗中一直在為德國重新武裝作準備，德國海軍技術與科技仍未落後於世界各國。1933年，希特勒與納粹黨獲得政治大權，逐漸推行重整軍備之政策、一步步突破其限制。1935年，希特勒宣佈廢除條約的一切限制，並將「國家海軍」改名為「戰爭海軍」。

## 凡爾賽條約
第一次世界大戰結束後，德意志帝國海軍的龐大艦隊於英國斯卡帕灣中自沉，協約國對此行動極為不滿，更加嚴格的限制海軍艦隻，還取走多樣碼頭設備。在德國投降後，短時間曾成立了臨時國家海軍，參與過卡普政變、威廉兵變等軍事鎮壓與革命，後在1921年1月1日成立了國家海軍。凡爾賽條約嚴格限制了德國海軍的發展，規定德國只能擁有15,000名的海軍人員，規定服役長達25年；船艦僅能保有6艘排水量10,000噸以下的舊式戰艦、6艘巡洋艦、12艘驅逐艦、12艘魚雷艇以及額外規定禁止擁有軍用飛機、航空母艦和潛艇。雖然協約國允許替換艦齡達20年的戰艦與巡洋艦，但限制戰艦噸位不可超過10,000噸、不得裝有口徑超過11吋的艦砲，使其功能僅近乎重巡洋艦；而巡洋艦的替換則規定排水量6000噸，能配裝的最大火砲口徑僅有6吋；驅逐艦則為800噸、魚雷艇為200噸；這樣的縮編使得留下的海軍人員都是優秀份子，往後也都成了戰爭海軍中重要的領導人物。

## 重整海軍

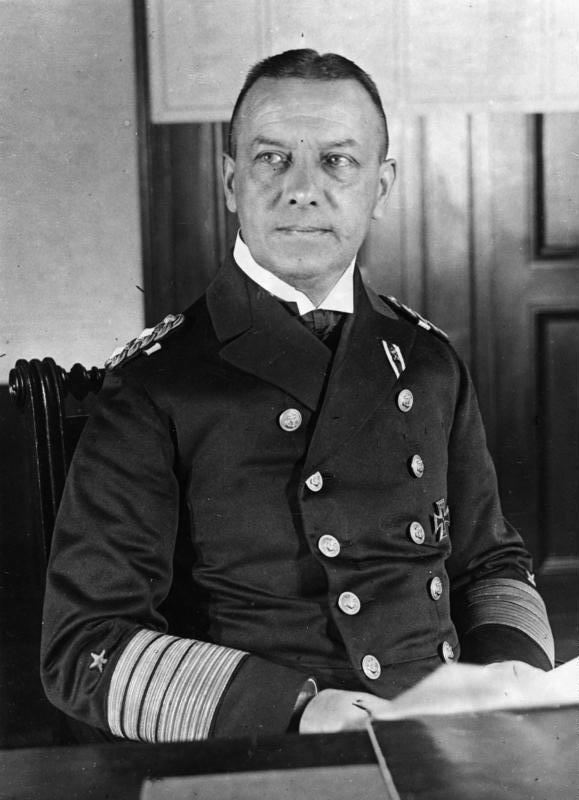
埃里希·雷德爾，於1928年擔任海軍總司令一職，為德國重建海軍艦隊計畫的核心人物，並在之後晉升元帥。

當時全世界正處於一種裁軍的「海軍假日」時期，使得此時新成軍的德國海軍依照華盛頓海軍條約對世界列強的限制來發展和設計新艦隻，袖珍戰艦就是由此而生。為了趕上國際海軍技術，德國海軍利用了國內造船廠合辦的空殼公司——船舶建設工程局（Ingenieurskantoor voor Scheepsbouw，簡稱I.v.S）來維持，與外國如阿根廷、日本等國合作，發展潛艇技術和測試，原遭到國會反對重新武裝的議員所斥責，但因為新上任的埃裡希·雷德爾說服了政府，研究計畫才得以持續下去。其他還有在基爾設立學校，標名「海軍反潛防禦學校」，實際上則是在培育潛艇學員。國家海軍總司令也陸續汰換舊型船艦，以一支有限的海防艦隊作發展，目標是要防止法國和波蘭海軍艦隊聯繫對付德國海軍。
到了1933年納粹黨上台後，希特勒會晤雷德爾，並給予重組艦隊的支持。1935年3月16日，國家海軍改名戰爭海軍，開始為第二次世界大戰的對英戰爭作準備。

## 指揮結構
在第一次世界大戰結束時，德國軍事體系幾近瓦解，海軍亦經歷相當的動盪和整編，其指揮體系更是與帝國時代大相逕庭。1919年10月，威瑪共和國成立了統御陸海軍的「國防部」，1921年1月1日「臨時國家海軍」確立了其從屬於「國防部」的地位。3月21日，「臨時國家海軍」易名為「國家海軍」。根據憲法，「聯邦大總統」為武裝力量最高統帥，並能透過海軍總司令來指揮海軍。1923年10月15日，「國家海軍」成立「海上力量總司令」（Oberbefehlshaber der Seestreitkräfte）一職作為其最高領導人。最高統帥機關則為「海軍指揮部」。由於《凡爾賽條約》的限制，德國陸海軍不得設有參謀機構，但海軍依舊設有「海軍指揮局」（Marinkommandoamtes）秘密保留該功能。
「海軍指揮部」下有「艦隊司令部」和兩大戰略地區司令部（「海軍軍區」）——「波羅的海海軍軍區司令部」（駐地：基爾）和「北海海軍軍區司令部」（駐地：威廉港）。「海軍軍區」需負責所有行政、維護、補給、訓練和人員配備。「艦隊司令部」則在1925年4月1日由「海上力量總司令」的幕僚群改編而來，負責戰術與具體任務之指揮，在戰時則直接隸屬於各「海軍軍區」。

## 資料來源
1. ↑  周明（2007年），第59-61页
2. ↑  Humble（2005年），第28頁页
3. ↑  叢丕（2010年），第174页
4. 1 2  Collins（2012年），Flottenkommando
5. ↑  Bundesarchiv，RM 50
6. ↑  Showell（2009年），第92页